# Camay
Camay — британский бренд кускового мыла, принадлежащий компании Unilever.

## История
Мыло Camay было представлено в 1926 году компанией Procter & Gamble и продавалось как «белое, чистое мыло для женщин» (англ. «white, pure soap for women»), так как многие мыла того времени были окрашены для маскировки загрязнений. Слоганом Camay на протяжении многих лет было «Camay: мыло для красивых женщин» (англ. «Camay: the soap for beautiful women»). Позже слоган поменялся на «Для вашего самого красивого цвета лица в любом возрасте» (англ. «For your most beautiful complexion at every age»).
В декабре 2014 года компания Procter & Gamble объявила о продаже Camay компании Unilever. Сделка завершилась в 2015 году.

## Спонсорство
В течение многих лет Camay являлся генеральным спонсором мыльных опер «Как вращается мир» и «В поисках завтрашнего дня».
Camay начал набирать популярность в Восточной Европе, с 2004 года было представлено 12 новых ароматов.
Венгерская онлайн-кампания под названием «Кодекс соблазнения» (A Csábitás Kódja) предлагает людям заполнить тест, который скажет им, какой аромат лучше всего подойдёт их личности и настроению.

## Телевизионные модели
В 1970-е годы телевизионными моделями Camay являлись принцесса Лучиана Пиньятелли, итальянская светская львица, писательница и руководитель косметического отдела, и Шелли Лонг. Среди других представительниц были Кейти Бойл, Гейл Барклай, Линн Клейтон, Джули Доун Коул, Стейси Дорнинг, Клэр Фолконбридж, Линн Фредерик, Сильви Гранотье, Никола Пейджетт, Джули Писгуд и Наташа Пайн.